# Список территориальных парков Северо-Западных территорий
Территориальные парки Северо-Западных территорий находятся в ведении отделения туризма и парков министерства промышленности, туризма и инвестиций Северо-Западных территорий Канады. В настоящее время действует более тридцати территориальных парков, разделённых на четыре группы: исторические парки, природные парки, развлекательные парки и придорожные парки.
Кроме территориальных парков в Северо-Западных территориях находится шесть национальных парков и национальная достопримечательность, управление которыми находится в руках агентства Парки Канады. 

## Парки по маршруту
Отделение туризма и парков Северо-Западных территорий определяет восемь туристических маршрутов, на которых расположено 32 территориальные парка. 

## Парки по алфавиту
1. 60-я параллель
2. Баундари-Крик
3. Блэкстоун
4. Гвичин
5. Дори-Пойнт
6. Йеллоунайф-Ривер
7. Какиса-Ривер
8. Камерон-Ривер-Кроссинг
9. Куин-Элизабет
10. Леди-Эвелин-Фоллс
11. Литтл-Баффало-Кроссинг
12. Литтл-Баффало-Фоллс
13. Маккиннон
14. Макналли-Крик
15. Мэделин-Лейк
16. Нитаинлайи
17. Норт-Арм
18. Понтун-Лейк
19. Прелюд-Лейк
20. Проспероус-Лейк
21. Рид-Лейк
22. Самба-Де-Фоллс
23. Твин-Фоллс
24. Тетлит-Гвинъик
25. Форт-Провиденс
26. Форт-Симпсон
27. Форт-Смит-Мишн
28. Фред-Хенн
29. Хей-Ривер
30. Хидден-Лейк
31. Хэппи-Валлей
32. Чан-Лейк
33. Як